# Lynwood (Californië)
Lynwood is een plaats (city) in de Amerikaanse staat Californië, en valt bestuurlijk gezien onder Los Angeles County.

## Demografie
Bij de volkstelling in 2000 werd het aantal inwoners vastgesteld op 69.845.
In 2006 is het aantal inwoners door het United States Census Bureau geschat op 71.061, een stijging van 1216 (1,7%).

## Geografie
Volgens het United States Census Bureau beslaat de plaats een oppervlakte van
12,6 km², geheel bestaande uit land.

## Plaatsen in de nabije omgeving
De onderstaande figuur toont nabijgelegen plaatsen in een straal van 8 km rond Lynwood.

## Geboren
- Cristine Rose (1951), actrice
- Kevin Costner (1955), acteur
- Big Van Vader (1955-2018), worstelaar
- David Greenwood (1957-2025), basketballer
- Venus Williams (1980), tennisster
- "Weird Al" Yankovic (1959), muzikant